# Io sono il Tenebroso
Io sono il Tenebroso (titolo in lingua originale Sans feu ni lieu) è un romanzo giallo del 1997 della scrittrice francese Fred Vargas. Il titolo italiano è una citazione della poesia El Desdichado di Gérard de Nerval, poeta ottocentesco.
Il romanzo è stato pubblicato per la prima volta nel 1997 in Francia presso l'editore Hamy, tradotto e pubblicato in Italia nel 2003 da Einaudi. Nel 2006, sempre per Einuadi, è stata pubblicata una nuova edizione nella collana Stile libero Noir - Big.
Dopo Chi è morto alzi la mano e Un po' più in là sulla destra, tornano quattro dei personaggi principali dei romanzi di Vargas: i tre Evangelisti, Marc Vandoosler, Lucien Devernois, Mathias Delamarre e il vecchio zio di Marc, Armand Vandoosler, che vivono insieme in una casa fatiscente (la topaia), per dividerne l'affitto: Marc, Lucien e Mathias, di professione storici e ricercatori (background professionale anche di Fred Vargas), non riescono ad arrivare a fine mese con i proventi del loro mestiere e perciò sono costretti a fare lavoretti occasionali e a vivere in una pseudo-comune.

## Trama
Due donne vengono trovate morte, uccise dalla stessa mano, con le stesse modalità. I sospetti cadono su un ritardato, Clèment Vauquer, un ragazzo talmente ingenuo da fare tutto quello che una misteriosa voce al telefono gli ordina, senza fare domande, e senza accorgersi della fossa che sta scavando con le sue stesse mani. Fino a quando scopre che tutta la polizia di Parigi è sulle sue tracce e lo accusa di aver ucciso le due donne. 
L'unica a non credere alla sua colpevolezza è la vecchia Marthe, un'ex prostituta che aveva preso Clèment bambino sotto la sua ala, e farà di tutto per dimostrare l'innocenza del suo bambolotto. Marthe si rivolge a Ludwig Kehlweiler, detto il Tedesco, un ex dipendente del ministero che decide di occuparsi delle indagini e chiede ai tre Evangelisti di ospitare Clèment alla topaia.

## Edizioni
- Fred Vargas, Io sono il tenebroso, traduzione di Maurizia Balmelli, collana Stile libero Noir - Big, Einaudi, 2007,  p. 254, ISBN 88-06-18264-1.